# Gandy (Nebraska)
Gandy è un comune degli Stati Uniti d'America, situato nello Stato del Nebraska, nella contea di Logan.